# Palazzo Strigelli
Il palazzo Strigelli è un edificio di Firenze, situato in piazza d'Azeglio 42-43-44.

## Storia e descrizione
L'edificio fu eretto su commissione dei fratelli Strigelli, ricchi possidenti, su progetto dell'architetto Vincenzo Micheli attorno al 1868, su terreni già dei Panciatichi Ximenes. Nel 1903 fu acquistato da Enrico Caruso, durante la sua ultima stagione teatrale italiana, e quindi passò nel 1921 per testamento alla sua giovane moglie americana Dorothy Benjamin. Da questa la proprietà venne acquistata nel 1930 dal primario della Clinica Universitaria di Ginecologia dell'Arcispedale di Santa Maria Nuova, professor Ersilio Ferroni, che apportò allo stabile varie migliorie e fece ampliare, occupando parte del giardino, il piano terra e il primo piano, su progetto dell'ingegnere Italo Guidi. Tra il 1955 e il 1956 il palazzo fu soprelevato di due piani, più il piano attico, eliminando la precedente piccola loggia che coronava il villino ottocentesco.
Il vecchio cornicione segna in maniera evidente le due porzioni così determinatesi. "L'impaginato prospettico dei fronti evoca alcuni palazzi romani della cinquecentesca via Giulia attraverso la ricercata orizzontalità dei filaretti di liscio bugnato, esteso fino all'imposta delle finestre del primo piano, dalle cornici marcadavanzale e da quelle che legano le piattebande delle finestre, oltre alle specchiature riquadrate che si disegnano sui piani intervallati tra di esse. Il prospetto privilegiato è quello prospiciente la piazza dove, oltre al terrazzino a coronamento di un portale delimitato da due lesene con capitello di ordine tuscanico, troviamo al piano terra e al primo piano le finestre sormontate da trabeazioni con timpani delimitati da cornici triangolari, arricchite da gocciolatoi dentellati e da viluppi di nastri sinuosi che accolgono al centro una testina di donna e un piccolo scudo araldico, rispettivamente al primo e al secondo piano" (Ulisse Tramonti).